# 阿辛努姆
阿辛努姆（英語：Asinum）（？—前1706年），古亚述时期的亚述国王，（公元前1710年—公元前1706年在位）继承里姆什之位，死后亚述政局动荡不安，诸人争夺君位，进入空位时代。
| 前任： 里姆什 | 亚述国王 前1710年－前1706年 | 繼任： 亚述杜古尔 |